# Helina exilis
Helina exilis är en tvåvingeart som först beskrevs av Stein 1920.  Helina exilis ingår i släktet Helina och familjen husflugor. Inga underarter finns listade i Catalogue of Life.